# هوندا سي آر إف 150 إف
هوندا سي آر إف 150 إف(بالإنجليزية: Honda CRF150F)‏ هي دراجة نارية من تصنيع هوندا.